# Hyospathe elegans
Hyospathe elegans es una especie de palmera originaria de Sudamérica.

## Distribución
Se distribuye por Bolivia, Brasil, Colombia, Costa Rica, Ecuador, Guayana Francesa, Guyana, Panamá, Perú, Surinam y  Venezuela.

## Descripción
Es una palmera que alcanza un tamaño de 5 m de altura y 2-3 cm de diámetro. Las hojas de 50-200 cm de longitud, simples o pinnadas, con 25 desiguales o casi iguales pinnas en cada lado; verdes; pecioladas y nacanalada la parte. Las inflorescencias nacen debajo de las hojas, erectas, con pedúnculo de 2-15 cm long; raquis 1-16 cm long. Fruto de color negro de  10-15 mm long y 3-7 mm de diámetro.

## Taxonomía
Hyospathe elegans fue descrita por Carl Friedrich Philipp von Martius y publicado en Historia Naturalis Palmarum 2(1): 1–2, t. 1–2. 1823.
Etimología
Hyospathe: nombre genérico que deriva de las palabras griegas: hyo, hys = "cerdo" y spathe - "vaina o bráctea"", derivado del nombre vernáculo tajassu-ubi = "hoja de cerdo" o de la "palma de cerdo".
elegans:  epíteto del latín que significa "elegante".
Sinonimia
| - Chamaedorea falcaria L.H.Bailey - Hyospathe brevipedunculata Dammer - Hyospathe concinna H.E.Moore - Hyospathe filiformis H.Wendl. ex Drude - Hyospathe gracilis H.Wendl. ex Drude - Hyospathe lehmannii Burret - Hyospathe maculata Steyerm. - Hyospathe micropetala Burret - Hyospathe pallida H.E.Moore | - Hyospathe pittieri Burret - Hyospathe schultzeae Burret - Hyospathe simplex Burret - Hyospathe sodiroi Dammer ex Burret - Hyospathe tessmannii Burret - Hyospathe ulei Dammer - Hyospathe weberbaueri Dammer ex Burret - Hyospathe wendlandiana Dammer ex Burret |